# Ернест Моніз
Ернест Джеффрі Моніз (англ. Ernest Jeffrey Moniz; нар. 22 грудня 1944, Фолл-Рівер, Массачусетс) — американський фізик-ядерник, 13-й міністр енергетики США, обіймав цю посаду з 21 травня 2013 року до 20 січня 2017 року.

## Біографія
Він має португальське походження. Моніз навчався у Бостонському коледжі, пізніше отримав ступінь доктора з теоретичної фізики у Стенфордському університеті.
У 1973 році Моніс приєднався до фізичного факультету Массачусетського технологічного інституту (МТІ) і працював там начальником відділу фізики.
З 1991 по 1995 роки працював директором MIT/Bates центру лінійних прискорювачів. Він також займав посаду співголови дослідницької ради МТІ.
З 1995 по 1997 роки працював в адміністрації президента Білла Клінтона, обіймаючи посаду заступника директора з науки в Управлінні науки і технічної політики канцелярії Президента США.
З 1997 по 2001 роки Моніс працював у Міністерстві енергетики США заступником міністра енергетики.
Він також є одним із членів-засновників Кіпрського інституту, в якому він і інші вчені взялися за координацію, дослідження і планування проекту.
У 2013 році він отримав звання почесного доктора від Університету Папського Комільяс-де-Мадрид на знак визнання його наукових досліджень з питань політики та енергетичних технологій.
З 21 травня 2013 був затверджений на посаді міністра енергетики США.
Навесні 2015 зіграв важливу роль беручи участь у переговорах щодо ядерної програми Ірану, зокрема зустрічаючись з міністром закордонних справ і віце-президентом з атомної енергетики Ірану Алі Акбар Салехі. 2 квітня 2015 було оголошено, що Іран і «шістка» міжнародних посередників (Росія, США, Китай, Німеччина, Франція та Велика Британія) дійшли згоди щодо ключових пунктів угоди щодо іранської ядерної програми. У зв'язку з досягненням домовленостей, з Ірану будуть зняті всі економічні та фінансові санкції, що мають відношення до ядерної проблеми.